# Питсборо (Индијана)
Питсборо (енгл. Pittsboro) град је у америчкој савезној држави Индијана.

## Демографија
По попису из 2010. године број становника је 2.928, што је 1.34 (84,4%) становника више него 2000. године.
| Група             | 2000.         | 2010.         |
| Белци             | 1.557 (98,0%) | 2.811 (96,0%) |
| Афроамериканци    | 1 (0,1%)      | 11 (0,4%)     |
| Азијати           | 1 (0,1%)      | 20 (0,7%)     |
| Хиспаноамериканци | 14 (0,9%)     | 40 (1,4%)     |
| Укупно            | 1.588         | 2.928         |